# Air Raiders
Air Raiders er et actionspil udgivet til Atari 2600 af Mattel i 1982. Det fik blandede anmeldelser fra kritikerne.

## Gameplay
Spilleren har visningen af en landingsbane set fra cockpittet i et jetfly. For at starte flyet, kræves det at spilleren trykker på knappen brand. Når spilleren trækker tilbage på joysticket, vil jetflyet så flyve opad. Målet er at skyde på fjendtlige fly. 
| computerspil | Spire Denne computerspilsrelaterede artikel er en spire som bør udbygges. Du er velkommen til at hjælpe Wikipedia ved at udvide den. |